# Playoffs NBA 1988
Navigation
Édition précédente Édition suivante
Les playoffs NBA 1988 sont les séries éliminatoires (en anglais, playoffs) de la saison NBA 1987-1988.
Les Lakers de Los Angeles battent en finale les Pistons de Détroit.

## Fonctionnement
Au premier tour, l'équipe classée numéro 1 affronte l'équipe classée numéro 8, la numéro 2 la 7, la 3 la 6 et la 4 la 5. En demi-finale de conférence, l'équipe vainqueur de la série entre la numéro 1 et la numéro 8 rencontre l'équipe vainqueur de la série entre la numéro 4 et la numéro 5, et l'équipe vainqueur de la série entre la numéro 2 et la numéro 7 rencontre l'équipe vainqueur de la série entre la numéro 3 et la numéro 6. Les vainqueurs des demi-finales de conférence s'affrontent en finale de conférence. Les deux équipes ayant remporté la finale de leur conférence respective (Est ou Ouest) sont nommées championnes de conférence et se rencontrent ensuite pour une série déterminant le champion NBA.
Chaque série de playoffs se déroule au meilleur des 7 matches, sauf le premier tour qui se joue au meilleur des 5 matches.

## Classements de la saison régulière
| Champion de division | Qualifié pour les playoffs | Non qualifié pour les playoffs |

| Conférence Est | Conférence Est         | Conférence Est | Conférence Est | Conférence Est |
| No             | Franchise              | Vic.           | Déf.           | PCT            |
| -------------- | ---------------------- | -------------- | -------------- | -------------- |
| 1              | Celtics de Boston      | 57             | 25             | 69.5           |
| 2              | Pistons de Détroit     | 54             | 28             | 65.9           |
| 3              | Bulls de Chicago       | 50             | 32             | 61.0           |
| 4              | Hawks d'Atlanta        | 50             | 32             | 61.0           |
| 5              | Bucks de Milwaukee     | 42             | 40             | 51.2           |
| 6              | Cavaliers de Cleveland | 42             | 40             | 51.2           |
| 7              | Bullets de Washington  | 38             | 44             | 46.3           |
| 8              | Knicks de New York     | 38             | 44             | 46.3           |
|                |                        |                |                |                |
| 9              | Pacers de l'Indiana    | 38             | 44             | 46.3           |
| 10             | 76ers de Philadelphie  | 36             | 46             | 43.9           |
| 11             | Nets du New Jersey     | 19             | 63             | 23.2           |

| Conférence Ouest | Conférence Ouest          | Conférence Ouest | Conférence Ouest | Conférence Ouest |
| No               | Franchise                 | Vic.             | Déf.             | PCT              |
| ---------------- | ------------------------- | ---------------- | ---------------- | ---------------- |
| 1                | Lakers de Los Angeles C   | 62               | 20               | 75.6             |
| 2                | Nuggets de Denver         | 54               | 28               | 65.9             |
| 3                | Mavericks de Dallas       | 53               | 29               | 64.6             |
| 4                | Trail Blazers de Portland | 53               | 29               | 64.6             |
| 5                | Jazz de l'Utah            | 47               | 35               | 57.3             |
| 6                | Rockets de Houston        | 46               | 36               | 56.1             |
| 7                | SuperSonics de Seattle    | 44               | 38               | 53.7             |
| 8                | Spurs de San Antonio      | 31               | 51               | 37.8             |
|                  |                           |                  |                  |                  |
| 9                | Suns de Phoenix           | 28               | 54               | 34.1             |
| 10               | Kings de Sacramento       | 24               | 58               | 29.3             |
| 11               | Warriors de Golden State  | 20               | 62               | 24.4             |
| 12               | Clippers de Los Angeles   | 17               | 65               | 20.7             |

C - Champions NBA

## Tableau
|  | 1er tour         | 1er tour               | 1er tour              |   |                           | Demi-finales de Conférence | Demi-finales de Conférence | Demi-finales de Conférence |  |   | Finales de Conférence | Finales de Conférence | Finales de Conférence |  |    | Finales NBA        | Finales NBA | Finales NBA |
|  |                  |                        |                       |   |                           |                            |                            |                            |  |   |                       |                       |                       |  |    |                    |             |             |
|  | 1                | Celtics de Boston      | 3                     |   |                           |                            |                            |                            |  |   |                       |                       |                       |  |    |                    |             |             |
|  | 8                | Knicks de New York     | 1                     |   |                           |                            |                            |                            |  |   |                       |                       |                       |  |    |                    |             |             |
|  | 8                | Knicks de New York     | 1                     |   | 1                         | Celtics de Boston          | 4                          |                            |  |   |                       |                       |                       |  |    |                    |             |             |
|  |                  |                        |                       |   | 1                         | Celtics de Boston          | 4                          |                            |  |   |                       |                       |                       |  |    |                    |             |             |
|  |                  | 4                      | Hawks d'Atlanta       | 3 |                           |                            |                            |                            |  |   |                       |                       |                       |  |    |                    |             |             |
|  | 4                | 4                      | Hawks d'Atlanta       | 3 | Hawks d'Atlanta           | 3                          |                            |                            |  |   |                       |                       |                       |  |    |                    |             |             |
|  | 4                |                        |                       |   | Hawks d'Atlanta           | 3                          |                            |                            |  |   |                       |                       |                       |  |    |                    |             |             |
|  | 5                | Bucks de Milwaukee     | 2                     |   |                           |                            |                            |                            |  |   |                       |                       |                       |  |    |                    |             |             |
|  | 5                | Bucks de Milwaukee     | 2                     |   |                           |                            |                            |                            |  | 1 | Celtics de Boston     | 2                     |                       |  |    |                    |             |             |
|  | Conférence Est   |                        |                       |   |                           |                            |                            |                            |  | 1 | Celtics de Boston     | 2                     |                       |  |    |                    |             |             |
|  |                  | 2                      | Pistons de Détroit    | 4 |                           |                            |                            |                            |  |   |                       |                       |                       |  |    |                    |             |             |
|  | 3                | 2                      | Pistons de Détroit    | 4 | Bulls de Chicago          | 3                          |                            |                            |  |   |                       |                       |                       |  |    |                    |             |             |
|  | 3                |                        |                       |   | Bulls de Chicago          | 3                          |                            |                            |  |   |                       |                       |                       |  |    |                    |             |             |
|  | 6                | Cavaliers de Cleveland | 2                     |   |                           |                            |                            |                            |  |   |                       |                       |                       |  |    |                    |             |             |
|  | 6                | Cavaliers de Cleveland | 2                     |   | 3                         | Bulls de Chicago           | 1                          |                            |  |   |                       |                       |                       |  |    |                    |             |             |
|  |                  |                        |                       |   | 3                         | Bulls de Chicago           | 1                          |                            |  |   |                       |                       |                       |  |    |                    |             |             |
|  |                  | 2                      | Pistons de Détroit    | 4 |                           |                            |                            |                            |  |   |                       |                       |                       |  |    |                    |             |             |
|  | 2                | 2                      | Pistons de Détroit    | 4 | Pistons de Détroit        | 3                          |                            |                            |  |   |                       |                       |                       |  |    |                    |             |             |
|  | 2                |                        |                       |   | Pistons de Détroit        | 3                          |                            |                            |  |   |                       |                       |                       |  |    |                    |             |             |
|  | 7                | Bullets de Washington  | 2                     |   |                           |                            |                            |                            |  |   |                       |                       |                       |  |    |                    |             |             |
|  | 7                | Bullets de Washington  | 2                     |   |                           |                            |                            |                            |  |   |                       |                       |                       |  | E2 | Pistons de Détroit | 3           |             |
|  |                  |                        |                       |   |                           |                            |                            |                            |  |   |                       |                       |                       |  | E2 | Pistons de Détroit | 3           |             |
|  |                  | O1                     | Lakers de Los Angeles | 4 |                           |                            |                            |                            |  |   |                       |                       |                       |  |    |                    |             |             |
|  | 1                | O1                     | Lakers de Los Angeles | 4 | Lakers de Los Angeles     | 3                          |                            |                            |  |   |                       |                       |                       |  |    |                    |             |             |
|  | 1                |                        |                       |   | Lakers de Los Angeles     | 3                          |                            |                            |  |   |                       |                       |                       |  |    |                    |             |             |
|  | 8                | Spurs de San Antonio   | 0                     |   |                           |                            |                            |                            |  |   |                       |                       |                       |  |    |                    |             |             |
|  | 8                | Spurs de San Antonio   | 0                     |   | 1                         | Lakers de Los Angeles      | 4                          |                            |  |   |                       |                       |                       |  |    |                    |             |             |
|  |                  |                        |                       |   | 1                         | Lakers de Los Angeles      | 4                          |                            |  |   |                       |                       |                       |  |    |                    |             |             |
|  |                  | 5                      | Jazz de l'Utah        | 3 |                           |                            |                            |                            |  |   |                       |                       |                       |  |    |                    |             |             |
|  | 4                | 5                      | Jazz de l'Utah        | 3 | Trail Blazers de Portland | 1                          |                            |                            |  |   |                       |                       |                       |  |    |                    |             |             |
|  | 4                |                        |                       |   | Trail Blazers de Portland | 1                          |                            |                            |  |   |                       |                       |                       |  |    |                    |             |             |
|  | 5                | Jazz de l'Utah         | 3                     |   |                           |                            |                            |                            |  |   |                       |                       |                       |  |    |                    |             |             |
|  | 5                | Jazz de l'Utah         | 3                     |   |                           |                            |                            |                            |  | 1 | Lakers de Los Angeles | 4                     |                       |  |    |                    |             |             |
|  | Conférence Ouest |                        |                       |   |                           |                            |                            |                            |  | 1 | Lakers de Los Angeles | 4                     |                       |  |    |                    |             |             |
|  |                  | 3                      | Mavericks de Dallas   | 3 |                           |                            |                            |                            |  |   |                       |                       |                       |  |    |                    |             |             |
|  | 3                | 3                      | Mavericks de Dallas   | 3 | Mavericks de Dallas       | 3                          |                            |                            |  |   |                       |                       |                       |  |    |                    |             |             |
|  | 3                |                        |                       |   | Mavericks de Dallas       | 3                          |                            |                            |  |   |                       |                       |                       |  |    |                    |             |             |
|  | 6                | Rockets de Houston     | 1                     |   |                           |                            |                            |                            |  |   |                       |                       |                       |  |    |                    |             |             |
|  | 6                | Rockets de Houston     | 1                     |   | 2                         | Nuggets de Denver          | 2                          |                            |  |   |                       |                       |                       |  |    |                    |             |             |
|  |                  |                        |                       |   | 2                         | Nuggets de Denver          | 2                          |                            |  |   |                       |                       |                       |  |    |                    |             |             |
|  |                  | 3                      | Mavericks de Dallas   | 4 |                           |                            |                            |                            |  |   |                       |                       |                       |  |    |                    |             |             |
|  | 2                | 3                      | Mavericks de Dallas   | 4 | Nuggets de Denver         | 3                          |                            |                            |  |   |                       |                       |                       |  |    |                    |             |             |
|  | 2                |                        |                       |   | Nuggets de Denver         | 3                          |                            |                            |  |   |                       |                       |                       |  |    |                    |             |             |
|  | 7                | SuperSonics de Seattle | 2                     |   |                           |                            |                            |                            |  |   |                       |                       |                       |  |    |                    |             |             |